# 图讷米尔
图讷米尔（法語：Tournemire，法語發音：[tuʁnəmiʁ]）是法国阿韦龙省的一个市镇，属于米约区。

## 地理
图讷米尔（43°58'9"N, 3°1'10"E）面积8.91 平方千米，位于法国奧克西塔尼大區阿韦龙省，该省份为法国南部内陆省份，位于法國中央高原南部，北起顺时针与康塔爾省、洛泽尔省、加尔省、埃罗省、塔恩省、塔恩-加龙省和洛特省接壤。
与图讷米尔接壤的市镇（或旧市镇、城区）包括：普拉迪讷堡、苏尔宗河畔罗克福尔、圣让和圣保罗、塞爾農河畔聖羅姆、维亚拉迪帕德若。

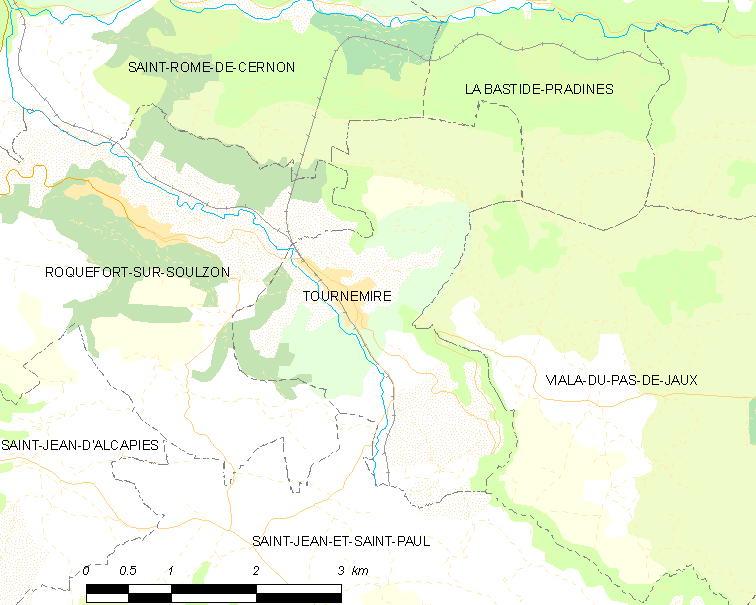
图讷米尔的OSM定位图

图讷米尔的时区为UTC+01:00、UTC+02:00（夏令时）。

## 行政
图讷米尔的邮政编码为12250，INSEE市镇编码为12282。

## 政治
图讷米尔所属的省级选区为圣阿夫里克县。

## 人口

1962-2008年间图讷米尔人口变化图示

图讷米尔于2022年1月1日时的人口数量为420人。